# Dellwig (Fröndenberg)
Dellwig ist ein Ortsteil der westfälischen Stadt Fröndenberg/Ruhr, Kreis Unna, mit etwa 1600 Einwohnern.

## Geographie

### Lage
Dellwig liegt im Westen der Stadt. Die Ruhr bildet die südliche Grenze des Ortes.

### Nachbargemeinden
Dellwig grenzte im Jahr 1963 im Uhrzeigersinn im Westen beginnend an die Gemeinden Altendorf, Billmerich, Strickherdicke und Langschede (alle im Kreis Unna) sowie Halingen und Hennen (beide damals im Kreis Iserlohn).

## Geschichte

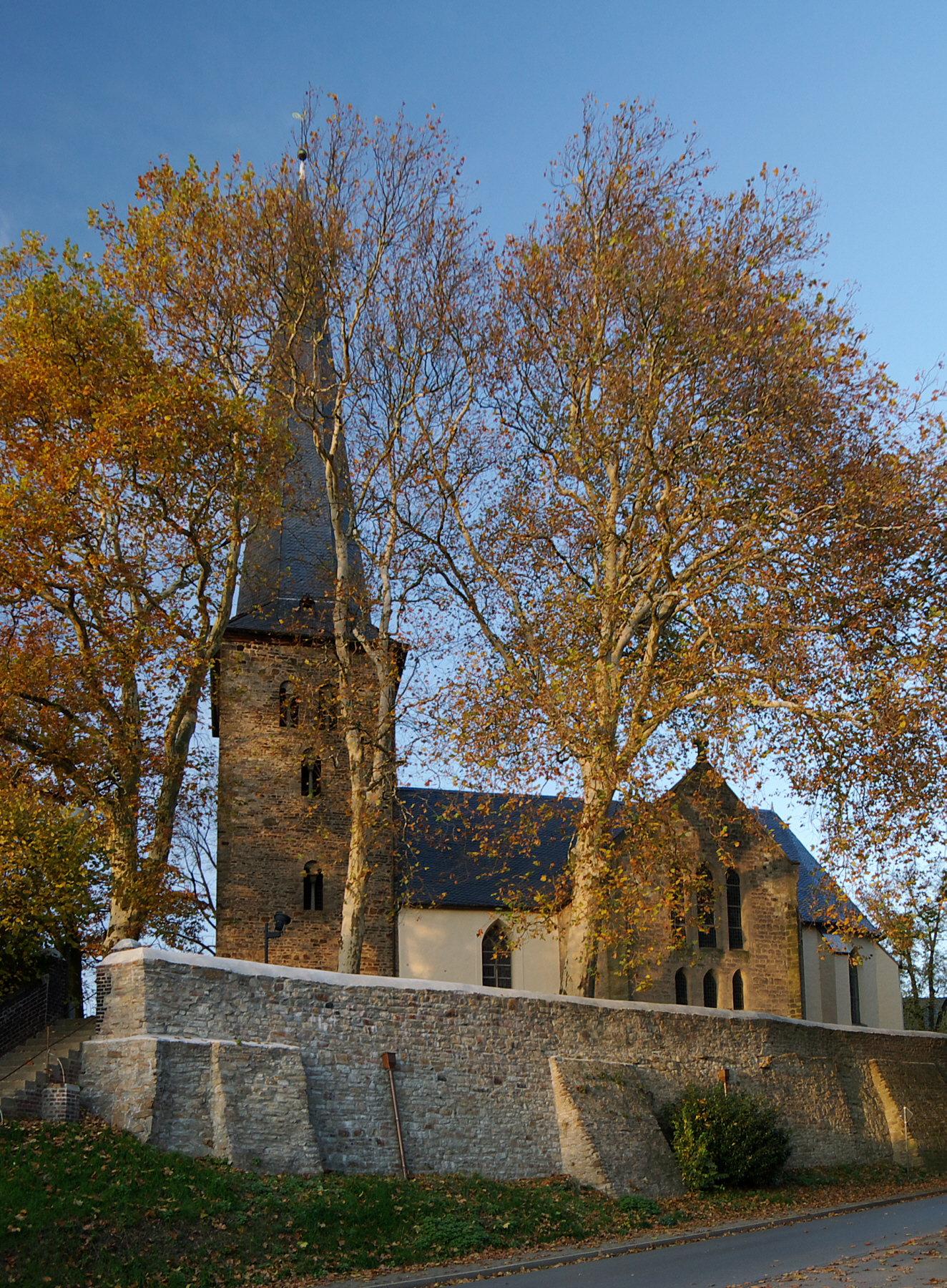
Die evangelische Kirche steht unter Denkmalschutz

Dellwig gehörte im Spätmittelalter und der Frühen Neuzeit in eigener Bauerschaft (Delwik) im Amt Unna zur Grafschaft Mark. Laut dem Schatzbuch der Grafschaft Mark von 1486 hatten die 14 Steuerpflichtigen in der Bauerschaft zwischen 2 oirt und 6 Goldgulden an Abgabe zu leisten. Im Jahr 1705 waren in der Bauerschaft (Kirspel Delwig) 20 Steuerpflichtige mit Abgaben an die Rentei Hamm im Kataster verzeichnet. Größter Steuerzahler war der Schultenhof in Dellwig.
Ab dem 19. Jahrhundert gehörte Dellwig bei der Errichtung der Ämter in der preußischen Provinz Westfalen zum Amt Fröndenberg im Kreis Hamm. 1895 gab es in der Landgemeinde Dellwig auf 260,6 ha Fläche 5 Wohnplätze, 82 Wohnhäuser mit 93 Haushaltungen und 511 Einwohner. Anlässlich der Auskreisung der Stadt Hamm am 1. April 1901 wurde aus dem Kreis der Landkreis Hamm. Nach einer Gebietserweiterung im Jahr 1929 wurde dieser im Oktober 1930 in Kreis Unna umbenannt. Am 1. August 1964 wurde Dellwig zusammen mit Ardey in die Gemeinde Langschede eingegliedert.
Am 1. Januar 1968 wurden Altendorf, Bausenhagen, Frohnhausen, Frömern, Langschede, Neimen, Ostbüren, Stentrop, Strickherdicke und Warmen nach Fröndenberg eingemeindet.

## Einwohnerentwicklung
| Jahr | Einwohner |
| ---- | --------- |
| 1849 | 0353      |
| 1910 | 0586      |
| 1931 | 0670      |
| 1956 | 1048      |
| 1961 | 1337      |
| 1987 | 1453      |
| 2013 | 1599      |

## Verkehr
Die Landesstraße L 673 verbindet Dellwig im Westen mit Altendorf, Geisecke, Schwerte, Westhofen und Garenfeld sowie im Osten mit Langschede, Fröndenberg/Ruhr und Wickede (Ruhr).

## Unternehmen
Im Ortsteil Fröndenberg-Dellwig kann man folgende Ärzte und Geschäfte des täglichen Bedarfs vorfinden.
- einen Allgemeinmediziner, einen Zahnarzt sowie eine Apotheke
- einen Blumenladen
- einen Supermarkt und einen Getränkemarkt
- einen Schreibwarenladen mit Postfiliale

## Söhne und Töchter (Auswahl)
- Wilhelm von Bodelschwingh (1869–1921), Pfarrer

## Belege
1. ↑  Aloys Meister: Die Grafschaft Mark. Festschrift zum Gedächtnis der 300-jährigen Vereinigung mit Brandenburg-Preußen. 2. Band, Dortmund 1909, S. 25/26 – Auszug aus dem Schatzbuch der Grafschaft Mark von 1486 (Bauerschaft Dellwig).
2. ↑  Westfälisches Schatzungs- und Steuerregister, Band 6, Münster 1980. Darin: Kataster der Kontribuablen Güter in der Grafschaft Mark 1705. Bearb. von Willy Timm, S. 56.
3. ↑  Gemeindelexikon für die Provinz Westfalen. Berlin 1897, S. 76/77 (Online-Ausgabe Münster, Universitäts- und Landesbibliothek 2014), pdf.
4. ↑  Stephanie Reekers: Die Gebietsentwicklung der Kreise und Gemeinden Westfalens 1817–1967. Aschendorff, Münster Westfalen 1977, ISBN 3-402-05875-8, S. 196, 214, 256, 317.
5. ↑  Martin Bünermann: Die Gemeinden des ersten Neugliederungsprogramms in Nordrhein-Westfalen. Deutscher Gemeindeverlag, Köln 1970, S. 63.
6. ↑  M. F. Essellen: Beschreibung und kurze Geschichte des Kreises Hamm und der einzelnen Ortschaften in demselben. Verlag Reimann, Hamm 1985, ISBN 3-923846-07-X, S. 193.
7. ↑  www.gemeindeverzeichnis.de: Einwohnerzahlen 1910
8. ↑  Handbuch der Ämter und Landgemeinden in der Rheinprovinz und in der Provinz Westfalen, Preußischer Landgemeindetag West, Berlin 1931.
9. ↑  Otto Lucas: Kreis-Atlas Unna. Unna/Münster 1957.
10. ↑  Martin Bünermann, Heinz Köstering: Die Gemeinden und Kreise nach der kommunalen Gebietsreform in Nordrhein-Westfalen. Deutscher Gemeindeverlag, Köln 1975, ISBN 3-555-30092-X, S. 175.
11. ↑  Landesamt für Datenverarbeitung und Statistik (Hrsg.): Bevölkerung und Privathaushalte sowie Gebäude und Wohnungen. Ausgewählte Ergebnisse für Gemeindeteile. Regierungsbezirk Arnsberg. Düsseldorf 1990, S. 272.
12. ↑  Einwohner in den Ortsteilen der Städte und Gemeinden des Kreises Unna (Memento des Originals vom 15. Mai 2016 im Internet Archive)  Info: Der Archivlink wurde automatisch eingesetzt und noch nicht geprüft. Bitte prüfe Original- und Archivlink gemäß Anleitung und entferne dann diesen Hinweis.